# HD 117201
HD 117201，又名BD+65 936，SAO 16079、HR 5075，是一颗恒星，视星等为7.04，位于銀經116.75，銀緯51.98，其B1900.0坐标为赤經13h 23m 48.6s，赤緯+65° 51.98′ 13″。